# A'tong jezik
A'tong jezik (ISO 639-3: aot; attong), jezik tibetsko-burmanske porodice, uže skupine Bodo-Garo, podskupine koch, kojim govori oko 10 000 ljudi u Indiji (4 600) i Bangladešu (5 400). U Indiji se govori u planinama Garo u državi Meghalaya i u Assamu na jugu distrikta Kamrup. U Bangladešu na sjeveru distrikta Netrokona. 
U Indiji mnogi govore i garo [grt] jezikom. Nije isto što i atong [ato]

## Vanjske poveznice
- Ethnologue (14th)
- Ethnologue (15th)